# ワルサーPPS
ワルサーPPS（Walther PPS）は、ドイツの銃器メーカーであるカール・ワルサー（カール・ヴァルター : Carl Walther GmbH）社が2007年のIWAに発表した最新型のサブコンパクト自動拳銃。大ヒットしたワルサーPPKの後継機種とも言えるモデルである。形状はワルサーP99の小型版といった趣があり、PPSとは（Polizei Pistole Schmal/Slim）を意味する。

## 派生型
ワルサーPPS M2
2016年に登場した次世代モデル。初代PPSがP99をベースにしていたのに対し、こちらはPPQをベースにしている。マガジンキャッチがレバー型からプッシュボタン型に変更されているほか、グリップ形状が改良され、初代PPSで交換可能だったパックパネルは廃止された。また、マガジンは初代PPSとは互換性がない。

## 登場作品

### 小説
『老後に備えて異世界で8万枚の金貨を貯めます』
主人公ミツハ（山野光波）が護身用のサブ・コンパクト・ピストルとして左脇下やスカートの中の太腿に装備している。